# José Roberto
José Roberto Sá Costa, mais conhecido como José Roberto (Salvador, 25 de setembro de 1947), é um cantor e compositor brasileiro. Conhecido pelas músicas "Lágrimas Nos Olhos", "Tenho Um Amor Melhor Que O Seu", "Sílvia Letícia", "A Minha Vingança" e "Sim Ou Não".

## Carreira
José Roberto descobriu o dom artístico em 1966, quando se apresentou em um programa de calouros chamado "Céu ou Inferno". Acompanhado pelo maestro "Carlos Lacerda", fez sua apresentação interpretando a música "il mondo" de Jimmy Fontana, e recebeu nota "8". 
Se tornou um cantor profissional em 1967 quando foi para o Rio de Janeiro a convite de "Evandro Ribeiro", que na época era gerente geral da gravadora "CBS", e gravou através do selo Entré seu primeiro LP, intitulado “Os sucessos na voz de José Roberto”. Foi com a canção "Eu Não Presto, Mas Eu Te Amo" de autoria do cantor Roberto Carlos, que o artista conseguiu a fama nacional como cantor romântico influenciado pelo estilo da Jovem Guarda. No ano seguinte em 1968, José Roberto estoura de norte à sul do país ao lançar a música "Tenho Um Amor Melhor Que O Seu" (também de Roberto Carlos), que é até hoje é uma das canções mais lembradas do artista. Nos anos seguintes, emplacou outros sucessos, como Tudo Mudou, Preciso Esquecer Que Te Amo, A Minha Vingança, Meu Bem Ao Menos Telefone, Sim Ou Não, Sílvia Letícia e Lágrimas Nos Olhos. 
José Roberto já gravou 12 discos na gravadora CBS e 2 na Copacabana, além das várias coletâneas e compactos duplos e simples. Entre inéditas e coletâneas, o cantor gravou também 6 CDs (Polydisc e GEMA). Ao longo de sua carreira, recebeu vários prêmios e troféus importantes do cenário artístico musical brasileiro. 

## Atualidade
José Roberto já fez vários shows no Brasil e em países latinos. Mora atualmente em Araruama, na Região do Lagos, Rio de Janeiro, e continua a se apresentar pelo país, cantando seus maiores sucessos. 

## Discografia
1967 - Os Sucessos na Voz de José Roberto • Entré/CBS • LP
1968 - Os Sucessos na Voz de José Roberto - VOL. II • Entré/CBS • LP
1968 - José Roberto e seus Sucessos • Epic/CBS • LP
1969 - José Roberto e seus Sucessos - VOL. 2 • Epic/CBS • LP
1970 - José Roberto e Seus Sucessos - VOL. 3 • Epic/CBS • LP
1971 - José Roberto e Seus Sucessos - VOL. 4 • Epic/CBS • LP
1971 - José Roberto e Seus Sucessos - VOL. 5 • Epic/CBS • LP
1972 - José Roberto e Seus Sucessos - VOL. 6 • Epic/CBS • LP
1973 - José Roberto e Seus Sucessos - VOL. 7 • Epic/CBS • LP
1974 - José Roberto e Seus Sucessos - VOL. 8 • Epic/CBS • LP
1975 - José Roberto e Seus Sucessos - VOL. 9 • Epic/CBS • LP
1976 - Adaptação • Beverly • LP
1978 - Eu Sou Assim • Copacabana • LP
1981 - 14 Grandes Sucessos de José Roberto • Veleiro/CBS • LP
1998 - 20 Super Sucessos - VOL. 2 • Sony Music • CD
2000 - José Roberto - ao vivo • Gema • CD